# 山形県立新庄病院
山形県立新庄病院（やまがたけんりつしんじょうびょういん、Yamagata Prefectural Shinjo Hospital）は、山形県新庄市金沢にある県立の病院。
2023年（令和5年）10月1日に新庄市若葉町から金沢地内に移転した。

## 概要
1952年（昭和27年）4月1日、社会保険協会所属の社会保険新庄病院が県に移管され、山形県立新庄病院として発足した。以来、最上地方唯一の県立病院として地域医療の主軸を担ってきた。
病院は新庄市若葉町にあり、病床数454床（一般452床、感染2床）である。病棟は1975年（昭和50年）に全面改築されたA棟（1病棟、3病棟、6病棟）とB棟（2病棟、5病棟、7病棟）、1984年（昭和59年）8月31日に増築されたC棟（8病棟、10病棟、11病棟）で構成される（ただし6病棟と7病棟は休棟）。
病院は2023年（令和5年）10月1日に新庄市金沢地内に移転し、病床数325床とし、地域救命救急センター（10床）と地上ヘリポートを新設した。病棟は鉄筋コンクリート・一部鉄骨造り地下1階地上6階建ての免震構造となる。夜間休日診療では地域救命救急センターに新庄市最上郡医師会から医師の派遣を受ける。

## 歴史

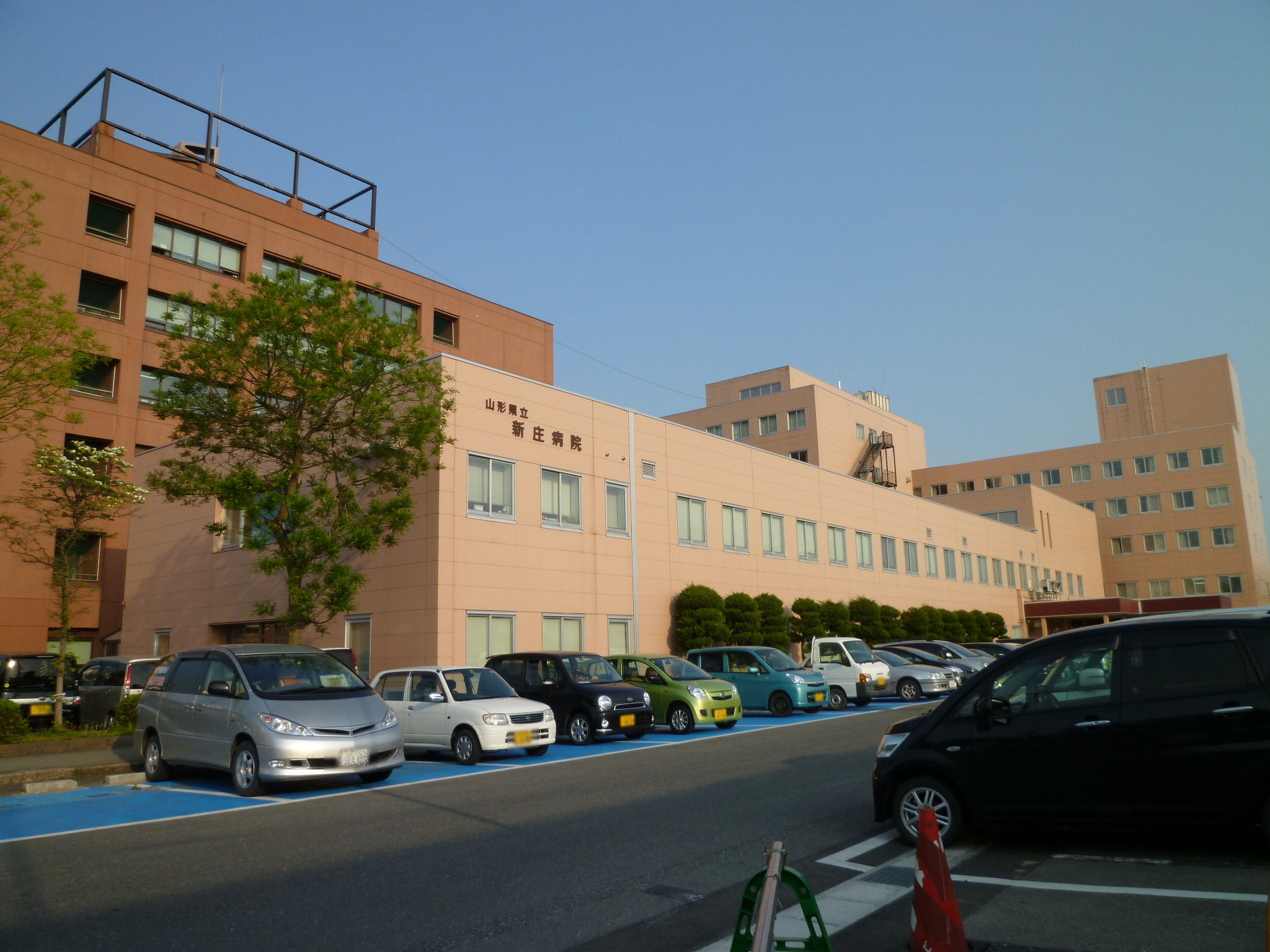
旧病院（新庄市若葉町）

前身の社会保険新庄病院は、1945年（昭和20年）4月23日に新庄町立病院として開院し、1946年（昭和21年）4月1日に日本医療団新庄病院、1947年（昭和22年）5月1日に社会保険新庄病院となった。
1975年（昭和50年）に新築され老朽化が目立ってきたA、B棟については2004年度から2006年度にかけ23億円を投じ改修工事が施され、病室の内装が一新されたほか、自家発電装置の更新や給水に自家浄化の地下水を活用する仕組みも整えられた。
2006年（平成18年）8月、県立病院の監査法人報告において、新庄病院は「県と近隣市町村との一部事務組合による運営が適当」との報告がされた。これに則り同年9月、県は医療提供体制の基本方向を発表し、新庄病院の運営主体の見直しの方向を明らかにした。しかし、地元では「最上地方の地域医療が完全に崩壊する」と強い反発の声が起こり、同年12月には、最上地方の8市町村の首長や議会が当時の斎藤弘知事に新庄病院存続の要望書を提出した。また、翌2007年（平成19年）4月には最上地方の町内会や医師会など19団体によって「最上の医療体制を考える会」が組織され、県立による病院維持を求め、署名運動が進められ約6万人の署名が集まり、同年7月、署名簿が斎藤知事に提出された。こうした地元の強い反対に押され、2008年（平成20年）12月1日、斎藤知事が新庄市が主催した市町村合併市民懇談会の席上、新庄病院について県立を維持する意向を表明した。
2013年（平成25年）3月、県立病院課は策定した県保健医療計画において、「新庄病院は改築整備を視野に入れた機能強化を検討する」と定めた。また2015年度には、学識経験者、地域の医療関係者、福祉関係者、行政関係者、住民代表からなる山形県立新庄病院改築整備検討委員会が設置され、新庄病院の果たすべき役割や機能に関する検討結果が「山形県立新庄病院改築整備に関する意見書」としてとりまとめられた。
2015年（平成27年）1月26日、吉村美栄子知事は最上地域8市町村長らと県庁で懇談し、老朽化が著しい県立新庄病院の早期改築に向け、新年度に有識者による検討委員会を設置する方針を表明した。改築時期の明言は無かったが、新年度に検討委を発足させ、住民に見える形で、改築に向けた取り組みを進めたいと述べ、2016年度に県は「山形県立新庄病院改築整備基本構想」を策定。2016年（平成28年）11月30日、県は新庄病院を現在地から全面移転する方針を明らかとし、翌2017年（平成29年）1月には移転先として、同市金沢の国道13号沿いにある新庄富士通ゼネラル工場跡地が最有力候補地として報じられ、最上地方の首長も吉村知事に同工場跡地を移転先とするよう要望した。
2017年（平成29年）9月、県は新庄病院改築整備基本構想を踏まえ、新病院における診療体系や整備スケジュール等の根幹を成す、「山形県立新庄病院改築整備基本計画」を策定するため、専門家からの知見を仰ぐ山形県立新庄病院改築整備基本計画専門家会議を設置した。2018年（平成30年）2月1日に開催された同委員会で県は、新病院について2023年度中の開院を目指す方針を明らかにしたほか、歯科を診療科に加えること、また新庄市の夜間休日診断所を新病院に設置することも原案で明示した。また、整備事業費は概算で約200億円を見込むとしている。改築整備基本計画は県議会への報告を経て、パブリックコメントを実施した上で、2018年（平成30年）3月に策定。
2023年（令和5年）10月1日に新庄市若葉町から金沢地内に移転した。

## 診療科等
- 内科
- 脳神経内科
- 消化器内科
- 循環器内科
- 呼吸器内科
- 血液内科
- 腫瘍内科
- 小児科
- 外科
- 乳腺外科
- 整形外科
- 形成外科
- 脳神経外科
- 皮膚科
- 泌尿器科
- 産婦人科
- 眼科
- 耳鼻咽喉科
- 放射線科
- 麻酔科
- 救急科[3]

2023年（令和5年）10月1日の新病院への移転後は、以上の21科に加え、腎臓内科、糖尿病・内分泌内科、精神科・心療内科、歯科など7科を新設し28科体制となった。
- 常勤医：47名　非常勤：47名　計94名(2016年5月1日現在)[16]
- 看護師など：292名(2016年5月1日現在)[16]
- 外来患者延数：192,173人（2015年度）[16]
- 入院患者延数：116,657人（2015年度）[16]

## 医療機関の指定・認定
- 保険医療機関[17]
- 労災保険指定医療機関[17]
- 更生医療指定医療機関[17]
- 育成医療指定医療機関[17]
- 精神通院医療指定医療機関[17]
- 身体障害者福祉法指定医の配置されている医療機関[17]
- 生活保護法指定医療機関[17]
- 結核指定医療機関[17]
- 原子爆弾被害者医療指定医療機関[17]
- 感染症指定医療機関（第二種感染症指定医療機関[18]）[17]
- 母体保護法指定医の配置されている医療機関[17]
- 災害拠点病院[17]
- へき地医療拠点病院[17]
- 臨床研修病院[17]
- がん診療連携拠点病院[17]
- エイズ治療拠点病院[17]
- 特定疾患治療研究事業委託医療機関[17]
- DPC対象病院[17]
- 指定小児慢性特定疾病医療機関[17]
- 救急告示病院（二次救急）[19]
- 公益財団法人日本医療機能評価機構認定病院[20]
- このほか、各種法令による指定・認定病院であるとともに、各学会の認定施設でもある。

## 交通アクセス
- JR 奥羽本線 新庄駅から徒歩5分。
- 山交バス「新庄駅前」バス停から徒歩5分。県立病院前バス停留所より徒歩1分。

## 最上地方にある他の病院
- 最上町立最上病院
- 金山町立病院
- 真室川町立病院
- 新庄明和病院（精神科病院）
- 新庄徳洲会病院